# Ferdinando Nuzzi

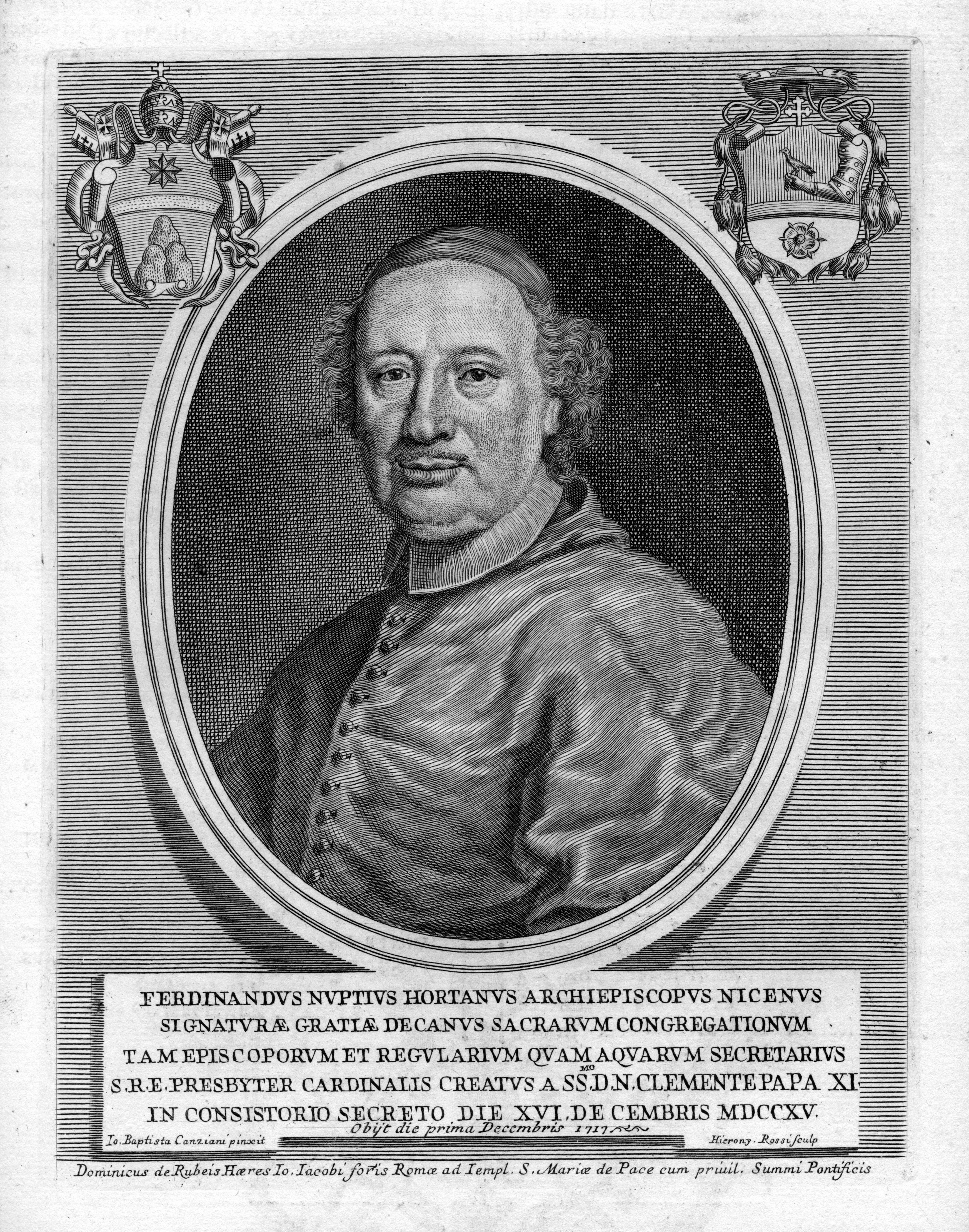
Ferdinando Kardinal Nuzzi (Stich von Girolamo Rossi nach einer Vorlage von Giovanni Battista Canziani, 18. Jh.)

Ferdinando Nuzzi (* 10. September 1645 in Orte; † 1. Dezember 1717 in Orvieto) war ein italienischer Geistlicher, Bischof von Orvieto und Kardinal der Römischen Kirche.

## Leben
Er war das dritte von sechs Kindern des Grafen Giacomo Nuzzi und dessen Ehefrau, Marianna Persiani. Der Vorname der Mutter wird auch als Samaritana wiedergegeben, von der Familie wurde sie Maritana genannt. Die Familie des Vaters stammte aus Todi. Ferdinando Nuzzi zog 1654 nach Rom und studierte dort am Jesuitenkolleg sowie an der Universität La Sapienza, wo er den Doctor iuris utriusque erlangte. Er war Advokat der Römischen Kurie, arbeitete für die Apostolische Kammer und bei den Tribunalen der Apostolischen Signatur. Im November 1692 wurde er Kanoniker der vatikanischen Basilika. Nach weiteren Ämtern in der Kurie und der Verwaltung des Kirchenstaats wurde er am 7. Juni 1706 Titularerzbischof von Nicaea und am 24. Juni 1706 Päpstlicher Thronassistent.
Im Konsistorium vom 16. Dezember 1715 erhob Papst Clemens XI. ihn zum Kardinalpriester, den Kardinalshut und die Titelkirche Santa Pudenziana wurden ihm am 5. Februar 1716 verliehen. Am 30. März desselben Jahres wurde er zum Bischof von Orvieto mit dem persönlichen Titel eines Erzbischofs ernannt.
Ferdinando Nuzzi starb an seinem Bischofssitz in Orvieto und wurde in der dortigen Kathedrale beigesetzt. Das Grabmal, das sein Neffe Innocenzo ihm errichten ließ, wurde später beseitigt.

## Leistungen
Ferdinando Nuzzi ließ den Palazzo Nuzzi in Orte bauen und veröffentlichte 1702 eine Schrift Discorso intorno alla coltivazione della Campagna di Roma.